# Charles Camarda
Charles Joseph “Charlie” Camarda (Queens, 8 mei 1952) is een Amerikaans voormalig ruimtevaarder. Camarda zijn eerste en enige ruimtevlucht was STS-114 met de spaceshuttle Discovery en begon op 26 juli 2005. Tijdens de missie werden onderdelen naar het Internationaal ruimtestation ISS gebracht.
Camarda maakte deel uit van NASA Astronaut Group 16. Deze groep van 44 ruimtevaarders begon hun training in 1996 en had als bijnaam The Sardines. In 2006 ging hij als astronaut met pensioen.